# Nothoalsomitra suberosa
Nothoalsomitra suberosa — вид субтропічних ліан родини Гарбузові, єдиний представник монотипного роду Nothoalsomitra. Родом із Квінсленда в Австралії.
Це сильна ліана з блідою пробковою корою та листям, розділеними на три трикутні листочки. Квітки мають жовтий віночок з п'ятьма пелюстками. Плоди зелені, яйцеподібні з численними насінням.
N. suberosa внесено до списку рідкісних; він обмежений вологим склерофіловим лісом і субтропічним лісом у хребтах Д'Агілар, Блеколл та Конондейл на північ від Брісбена.
Вперше він був описаний і опублікований у Fl. Australia Vol. 8 на сторінці 388 у 1982 році.